# NHOcFlu Rio Tocantins (H-12)
O NHOcFlu Rio Tocantins é um navio hidrográfico de aviso fluvial da Marinha do Brasil. É o líder da classe Rio Tocantins cujos nomes dos navios são homônimos a rios do Brasil. Teve sua quilha batida em 5 de setembro de 2011, sendo comissionado em 27 de julho de 2012. Foi encomendado com o objetivo de suprir a demanda deixada pela aposentadoria da classe Paraibano. O Rio Tocantins está subordinado ao Centro de Hidrografia e Navegação do Norte, em Belém.